# Neoleptoneta valverdae
Neoleptoneta valverdae är en spindelart som först beskrevs av Willis J. Gertsch 1974.  Neoleptoneta valverdae ingår i släktet Neoleptoneta och familjen Leptonetidae. Inga underarter finns listade i Catalogue of Life.